# أمجد وميمو
أمجد وميمو مسلسل رسوم متحركة فرنسي كندي بلجيكي انتج في كندا عام 1998 وعام 1999 في فرنسا وبلجيكا. تمت دبلجة المسلسل للغة العربية بواسطة مركز الزهرة وعرض على قناة سبيس تون.

## الممثلون
- رغدة الخطيب - أمجد
- حنان شقير - جدة أمجد
- رأفت بازو - جد أمجد، والد أمجد
- عادل أبو حسون
- مجد ظاظا - ليلى
- فدوى سليمان - ماجد
- لويز عبد الكريم - والدة أمجد

## روابط خارجية
- أمجد وميمو على موقع IMDb (الإنجليزية)
- أمجد وميمو على موقع كينوبويسك (الروسية)
- أمجد وميمو على موقع قاعدة بيانات الفيلم (الإنجليزية)
- (بالفرنسية) T'choupi et Doudou sur zouzous.fr
- (بالفرنسية) T'choupi sur le site de Tiji